# Lindsay Felton
Lindsay Marie Felton (ur. 4 grudnia 1984 w Seattle w stanie Waszyngton) – amerykańska aktorka.
Felton grała różne role filmowe, od kiedy skończyła trzy lata, począwszy od reklam w lokalnej telewizji. Jej pierwszy większy sukces telewizyjny miał miejsce w 1994 roku, kiedy to wystąpiła w krótko emitowanym sitcomie ABC Thunder Alley. W 2000 roku, Felton otrzymała pierwszoplanową rolę jako Caitlin Seeger w serialu the Nickelodeon Caitlin's Way (polski tytuł W poszukiwaniu szczęścia). Serial był emitowany przez prawie dwa i pół sezonu, kiedy to podjęto decyzję o zaprzestaniu produkcji. Po zaprzestaniu produkcji serialu Caitlin's Way, Felton miała propozycję kilku głównych ról w mniejszych, niezależnych filmach emitowanych później w TV i na wideo, włącznie z krótkim filmem Size 'Em Up PAX-TV's film, Anna's Dream (polski tytuł: Powrót Anny), The Metro Chase. W 2003 roku, debiutuje w filmie długometrażowym Grid jako Dawn Jenson, siostra filmowego Matta. Felton aktualnie pozostaje aktywna w społeczności aktorów, aby udoskonalać swoje umiejętności aktorskie.